# BMW 802
Il BMW 802 era un motore aeronautico radiale 18 cilindri doppia stella raffreddato ad aria realizzato dalla tedesca BMW Flugmotorenbau GmbH, sviluppato nel periodo della seconda guerra mondiale e rimasto allo stadio di prototipo.

## Storia
Il progetto dell'802 nasce dall'esigenza di soddisfare la richiesta del Reichsluftfahrtministerium (RLM) per la realizzazione di un motore che raggiungesse la potenza di 2 500 PS e che avrebbe dovuto equipaggiare i grandi bombardieri strategici che non erano stati previsti come dotazione della Luftwaffe se non negli ultimi anni del secondo conflitto mondiale.

### Sviluppo
Già alla fine delle ultima fasi di prove tecniche sul BMW 801, gli ingegneri ipotizzarono una versione ancora più potente del motore semplicemente aggiungendo un maggior numero di cilindri per ogni stella, e la richiesta dell'RLM diede loro la possibilità di mettere in pratica tali intuizioni. A grandi linee si può considerare l'802 una versione a 18 cilindri dell'801, ottenuta con la sistemazione di 9 cilindri su ogni stella contro i 7 del precedente 801.
Per ovviare al minore spazio esistente tra i cilindri e conseguente maggior pericolo di surriscaldamento dei gruppi termici vennero installati dei deflettori metallici atti ad incanalare il flusso d'aria nei punti di maggiore sollecitazione termica. Originale anche il sistema di distribuzione adottato, un precursore del sistema VANOS, nel quale  durante il funzionamento del motore era possibile variare la fasatura delle valvole di aspirazione e di scarico, azionando appositi dischi camma che venivano ruotati l'uno contro l'altro.
Una delle caratteristiche negative ereditate dal precedente motore era la sua inadeguatezza ad operare ad alta quota, dovuto all'adozione di un compressione a uno stadio e due velocità. Siccome non c'erano particolari urgenze nello sviluppo, gli ingegneri si presero tutto il tempo per migliorare questa lacuna realizzando un compressore a tre velocità. Il primo settaggio era ottimizzato per la bassa quota consentendogli di sviluppare una potenza di 2 600 PS (1 912 kW) al decollo ed attestandosi a 1 600 PS (1 176 kW) a 12 000 m di quota, un notevole incremento rispetto all'801 che si fermava rispettivamente a 1 600 PS (1 176 kW) al decollo e 1 380 PS (1 015 kW) massimi a 4 600 m, considerando che l'incremento nella cubatura era del solo 30%.
Pur se nelle fasi iniziali si rivelò promettente, il progetto venne prima rallentato e poi definitivamente annullato alla fine del 1943 per l'esigenza della massima concentrazione sullo sviluppo e messa a punto dei nuovi motori turbogetto BMW 003.
Un ulteriore sviluppo produsse una nuova versione denominata P.8011, caratterizzata dalla sostituzione del compressore meccanico con due piccoli turbocompressori. In questa configurazione riuscì a raggiungere la potenza di quasi 2 800 PS (2 059 kW) al decollo, in alcune prove arrivando a 2 900 PS (2 133 kW), migliorando sensibilmente anche le prestazioni ad alta quota. L'impossibilità di reperire leghe metalliche resistenti alle alte temperature da utilizzare nella loro costruzione, problema che accomunava la maggior parte dei progetti di turbine tedesche, ne impedì però il passaggio alla produzione in serie.